# Windows Mail
Windows Mail е имейл клиент и Newsreader, включен в Windows Vista. Заместник е на Outlook Express. Microsoft представят Windows Mail на 10 октомври 2005 г. на техния форум Channel 9.
За разлика от Express Outlook, Windows Mail не се счита за компонент на Internet Explorer. По този начин Windows Mail става недостъпна програма за предишните версии на Windows, докато Internet Explorer 7 може да бъде инсталиран на Windows XP.
Windows Mail успешно е заменен от Windows Live Mail. Новата програма е направена от същия екип, който прави и Windows Mail, и служи и за заместване на Outlook Express в Windows XP.

## Съпоставяне на Windows Mail с Outlook Express

### Нови характеристики
Докато интерфейсът на Windows Mail има малки разлики с този на Outlook Express, като например иконите на лентата за инструменти са променени така, че да отговарят на интерфейса на Windows Vista и са добавени някои свойства, взети от Outlook 2003, по-големите промени, направени в програмата, са скрити за потребителя.
Следните нови свойства са включени в Windows Mail:
- Windows Mail използва IPv6, ако името на домейна за сървърите отговаря на IPv6;
- Пощенските съобщения се записват в отделни файлове вместо в един общ файл, играещ ролята на база данни;
- Информацията за инсталиране на акаунти вече не се съхранява в регистъра, а се записва заедно с пощата, за да се направи възможно лесното копиране на всички настройки на Windows Mail на друг компютър;
- Добавени са блокиране на кодиране и Байезиански филтър за спам;
- Добавен е филтър за фишинг, предпазващ потребителите от сайтове, които са идентифицирани като опасни;
- добавен е Microsoft Help Groups;
- има нов COM-базиран API, докато при Outlook Express не е документиран обектен модел, с изключение на използване на Simple MAPI съобщения. Библиотеката OE API позволява и поддръжка на добавки, които си взаимодействат с потребителския интерфейс.

### Премахнати характеристики
За разлика от предшественика си, Windows Mail няма WebDAV, което го прави неспособен да използва уеб базирани имейл услуги през WebDAV. Докато Outlook Express се интегрира с Windows Messenger, при Windows Mail това не може да стане. По-функционалното приложение Windows Live Mail може да се интегрира с Windows Live Contacts.
За разлика от Outlook Express, Windows Mail не позволява на потребителите да управляват няколко самоличности с една работеща инстанция на програмата. Вместо това самоличностите са прикрепени към потребителкия акаунт и за да се създадат допълнителни самоличности или потребители, трябва да се създаде нов акаунт.
Също така в Windows Mail не се поддържат HTTP клиенти. Ето защо по-удачен избор за пощенски клиент е Windows Live Mail, който поддържа HTTP клиенти.
Свойството да се използват речници за проверка на правописа, инсталирани на Microsoft Office, е премахнато. Windows Mail поддържа само следните езици:
- английски
- френски
- немски
- испански

|  | Тази страница частично или изцяло представлява превод на страницата Windows Mail в Уикипедия на английски. Оригиналният текст, както и този превод, са защитени от Лиценза „Криейтив Комънс – Признание – Споделяне на споделеното“, а за съдържание, създадено преди юни 2009 година – от Лиценза за свободна документация на ГНУ. Прегледайте историята на редакциите на оригиналната страница, както и на преводната страница, за да видите списъка на съавторите. ВАЖНО: Този шаблон се отнася единствено до авторските права върху съдържанието на статията. Добавянето му не отменя изискването да се посочват конкретни източници на твърденията, които да бъдат благонадеждни. |